# Illullip Sermia
Illullip Sermia är en glaciär i Grönland (Kungariket Danmark).   Den ligger i kommunen Qaasuitsup, i den nordvästra delen av Grönland, 1 100 km norr om huvudstaden Nuuk. Illullip Sermia ligger 42 meter över havet.
Terrängen runt Illullip Sermia är huvudsakligen kuperad, men den allra närmaste omgivningen är platt. En vik av havet är nära Illullip Sermia västerut.  Trakten runt Illullip Sermia är nära nog obefolkad, med mindre än två invånare per kvadratkilometer. Det finns inga samhällen i närheten. Trakten runt Illullip Sermia är permanent täckt av is och snö.